# Hydropsyche depravata
Hydropsyche depravata là một loài Trichoptera trong họ Hydropsychidae. Chúng phân bố ở miền Tân bắc.